# Саша Красний
Саша Красний (літературний псевдонім Олександра Давидовича Брянського; 16 (28) вересня 1894, Севастополь, Таврійська губернія, Російська імперія — 2 березня 1995, Москва, Росія) — російський радянський поет, пісняр, читець і артист театру малих форм. Один із творців руху «Синя блуза».

## Життєпис
Відповідно до пізніх офіційних документів, народився 16 (28) вересня 1882 року в Севастополі. Згідно з документами військового часу, О. Д. Брянський народився в 1894 році . Був четвертою дитиною у бідній єврейській родині; батько був кравцем . Двоє старших дітей народилися в Одесі — Григорій (лютий 1882) і Берта (грудень 1883). Не закінчивши казенного училища, у дванадцятирічному віці поступив учнем ретушера до фотоательє «Рембрандт». Працював хлопчиком зі збору оголошень для газети «Южанка», цирковим клоуном, робочим на лісопильному заводі, тютюновій фабриці, канатному виробництві, слюсарем, вантажником, муляром, художником-оформлювачем у магазині «Жіноче рукоділля». У 1905—1907 роках почав виступати з читанням власних віршів на злобу дня, один з яких був опублікований окремою листівкою:

Товарищ, опомнись, опомнись, солдат, И голосу совести внемли!
Рабочий, крестьянин, — ведь это твой брат, Скорей брось винтовку на землю!

У 1908 році вступив до Одеського художнього училища Гінзбурга (клас живопису), після закінчення якого почав виступати на естраді як читець-декламатор і куплетист під сценічним ім'ям «Саша Красний». Псевдонім «Красний» з'явився завдяки рудому кольору волосся. З 1911 року — актор театральної трупи «Вокруг света» (вул. Пушкінська кут Успенської), з якою брав участь у театральних гастролях по містах Росії. Перша збірка віршів та куплетів «Якщо був би я Убейко Юлій» видана у 1912 році в Одесі під авторством Олександра Брянського.
З 1914 року учасник бойових дій Першої світової війни, був поранений і нагороджений Георгіївським хрестом IV ступеня. Після поранення служив у 180-му запасному піхотному полку, брав участь у революційних діях у Петрограді . У квітні 1917 року зустрічав і охороняв В. І. Леніна на Фінському вокзалі. Учасник Громадянської війни, у листопаді 1918 року і в травні 1919 року служив в особистій охороні Леніна, писав римовані агітки.
У 1920-х роках працював у газеті «Гудок» (з 1920 року — кореспондент, у 1921 році — завлітвідділом), став одним із зачинателів і активістів руху синьоблузників (1923) — різновиду радянської театралізованої агітестради, що отримала свою назву за однойменною збіркою агітаційної поезії Саші Красного «Синя блуза», яка вийшла друком у 1923 році . Публікувався також у газеті «Труд».
У середині 1920-х років заснував власний агітаційний естрадний колектив синьоблузників «Театр Саші Красного», з яким гастролював протягом 1920-1930-х років. Тоді ж опублікував кілька збірок пісень . Виступав разом із дружиною, артисткою Московської філармонії Ніною Федорівною Вільнер (1905—1987) . На початку Великої Вітчизняної війни був із дружиною і дітьми евакуйований до Ташкенту .
Репресований. У 1956 році був офіційно реабілітований і повернувся до літературної діяльності, знову почав друкуватися, хоч і в незначному обсязі.
Член Спілки письменників СРСР з 1984 року . В останні роки життя писав головним чином любовну лірику (збірки «Контрасти», 1990, і «Тільки про любов», 1993), створив цикл «Одеські вірші» та ін. Саша Красний — найстаріший із російських поетів — писав вірші до останніх років життя . Помер 2 березня 1995 у Москві, похований на Новому Донському кладовищі .

## Сім'я
- Син — поет-пісняр Борис Олександрович Брянський (1928—1972).
- Син — Юрій Олександрович Брянський (народ. 1934), вчений у галузі машинобудування, доктор технічних наук (1974)[16][17], автор монографій «Взаємодія пневматичних коліс із деформованими опорними поверхнями» (1971) і «Керованість великовантажних автомобілів» (1983), підручника «Тягачі будівельних і дорожніх машин» (1976).
- Дочка — Інна Олександрівна Брянська (народ. 1938), філологиня, працювала у журналі «Жовтень», авторка збірки нарисів «Щедрість» (М .: Современник, 1989); живе у штаті Вашингтон (США)[12].

## Книги Саші Красного
- Якщо був би я Убейко Юлій: Збірка куплетів (автор-куплетист Олександр Брянський). Видавництво Шермана: Одеса, 1913. — 3000 екз.
- Синя блуза. Москва, 1923.
- Під гармошку: Пісенник (пісні про селянську позику та ін., з М. Зиміним). Під ред. Е. Крекшина. Главполитпросвет НКФ СРСР і ЦК ВЛКСМ: Москва, 1928.
- Пісенник до перевиборів рад. Під ред. Р. В. Пікеля. Теакінопечать: Москва, 1929.
- Контрасти. Радянський письменник: Москва, 1990.
- Тільки про любов (вірші різних років). Приокське книжкове видавництво : Тула, 1993.